# Novela (série)
Novela é uma série brasileira produzida pelo Prime Video em parceria com Porta dos Fundos. A série cômica é inspirada no mundo das telenovelas. A primeira temporada estreou no streaming no dia 28 de julho de 2023. 
Escrita por Gabriel Esteves e Valentina Castello Branco, com colaboração de Débora Guimarães e Mariana Pinheiro, tem direção de Gigi Soares e Renata Pinheiro. Conta com atuações de Monica Iozzi e Miguel Falabella nos papéis principais.

## Enredo
Isabel (Monica Iozzi), é uma roteirista que luta para alcançar o posto de autora de uma novela no horário nobre. Quando a oportunidade surge, ela é traída por seu mentor, o famoso e requeitado dramaturgo Lauro Valente (Miguel Falabella). Na estreia, quando Isabel decide enfrentá-lo, acaba entrando magicamente em sua produção como protagonista da novela. 

## Elenco
- Monica Iozzi como Izabel/Maristela
- Miguel Falabella como Lauro Valente
- Herson Capri como Diego Vidal/Roberto
- Marcello Antony como Denis/Geraldo/Inácio
- Suzy Rêgo como Carla Maranhão
- Maria Bopp como Grazi/Isadora/Izabel
- Tarcísio Filho como Walter
- Yara de Novaes como Cássia/Chiara
- Elisa Pinheiro como Lisa/A Figurante
- Cláudio Mendes como Gerson
- Gabriela Loran como Lucrécia
- Pedro Ottoni como Igor
- Leandro Vila como Jorge Lupi/Tobias
- Luana Xavier como Marta
- Caio Menck como Felipe Ramiro/João Marcelo
- Ary França como Otto/Romeu